# IAAF Golden League
Az IAAF Golden League évenként megrendezett atlétikai versenysorozat volt, amelyet a Nemzetközi Atlétikai Szövetség (IAAF) szervezett.
A versenysorozat a legrangosabb atlétikai versenyeket gyűjtötte egybe. A sorozat fontos jellemzője volt, hogy minden évben 1 millió dollárt osztottak ki azok között a versenyzők között, akik az arra az évre kiválasztott versenyszámokban valamennyi versenyt megnyerték.

## Történet
Az első Golden League sorozatot 1998-ban rendezték meg, A következő hat versennyel: Oslo, Rome, Monaco, Zürich, Brussels és Berlin.
1999-ben egy hetedik versenyt is tartottak, ez a párizsi Meeting Gaz de France volt, St-Denis-ben.
2000-ben és 2001-ben a győzteseknek az 1 millió dollár helyett 50 kg tömegű aranyrudakat adtak át fődíjként, de ekkor elég volt a 7 versenyből 5-ön győzni.
2003-ban kikerült a programból a monacói verseny.
A 2004-es norvég verseny Oslo helyett Bergenben rendezték a fővárosi stadion átépítési munkálatai miatt.
2007-ben lépett életbe a fődíj szétosztásának az a szabálya, hogy abban az esetben, ha senki sem nyerne mind a hat versenyen, az ötszörös győztesek között osztanak szét 500 000 dollárt.
A versenyeken nem csak azokat a számokat rendezték meg, amelyek a fődíjra kvalifikálnak. Természetesen minden versenyen sokkal több versenyszám van, mint a kiválasztottak. Minden évben hat férfi és hat női versenyszám kerül be a jackpot-programba. 2007-ben kivételesen csak öt férfi versenyszám került a programba.
2009-ben rendezték az utolsó ilyen nevű viadalt, amelyet 2010-ben felváltott a IAAF Diamond League.

## A fődíj győztesei
| Év        | Győztes                            | Versenyszám                       |                                   |
| --------- | ---------------------------------- | --------------------------------- | --------------------------------- |
| 1998      | Hisám el-Gerúzs (1)                | 1500 m/1 mérföld                  |                                   |
| 1998      | Haile Gebrselassie                 | 5000 m/10000 m                    |                                   |
| 1998      | Marion Jones                       | 100 m                             |                                   |
| 1999      | Wilson Kipketer                    | 800 m                             |                                   |
| 1999      | Gabriela Szabo                     | 3000 m/5000 m                     |                                   |
| 2000      | Hisám el-Gerúzs (2)                | 1500 m/1 mérföld                  |                                   |
| 2000      | Maurice Greene                     | 100 m                             |                                   |
| 2000      | Trine Hattestad                    | gerelyhajítás                     |                                   |
| 2000      | Tatjána Kotova                     | távolugrás                        |                                   |
| 2001      | André Bucher                       | 800 m                             |                                   |
| 2001      | Hisám el-Gerúzs (3)                | 1500 m/1 mérföld/2000 m           |                                   |
| 2001      | Allen Johnson                      | 110 m gát                         |                                   |
| 2001      | Marion Jones (2)                   | 100 m                             |                                   |
| 2001      | Violeta Szekely                    | 1500 m                            |                                   |
| 2001      | Olga Jegorova                      | 3000 m/5000 m                     |                                   |
| 2002      | Hisám el-Gerúzs (4)                | 1500 m                            |                                   |
| 2002      | Ana Guevara                        | 400 m                             |                                   |
| 2002      | Marion Jones (3)                   | 100 m                             |                                   |
| 2002      | Félix Sánchez                      | 400 m gát                         |                                   |
| 2003      | Maria Mutola                       | 800 m                             |                                   |
| 2004      | Christian Olsson                   | hármasugrás                       |                                   |
| 2004      | Tonique Williams-Darling           | 400 m                             |                                   |
| 2005      | Tatjána Lebegyeva                  | hármasugrás                       |                                   |
| 2006      | Asafa Powell                       | 100 m                             |                                   |
| 2006      | Jeremy Wariner                     | 400 m                             |                                   |
| 2006      | Sanya Richards-Ross                | 400 m                             |                                   |
| 2007 2007 | Jelena Gadzsijevna Iszinbajeva     | rúdugrás                          |                                   |
| 2007 2007 | Sanya Richards-Ross (2)            | 400 m                             |                                   |
| 2008 2008 | Pamela Jelimo                      | 800 m                             |                                   |
| 2009 2009 | Sanya Richards-Ross (3)            | 400 m                             |                                   |
| 2009 2009 | Jelena Gadzsijevna Iszinbajeva (2) | rúdugrás                          |                                   |
| 2009 2009 | Kenenisa Bekele (2)                | 3000 m/5000 m                     |                                   |
| 2010      | Felváltotta a IAAF Diamond League  | Felváltotta a IAAF Diamond League | Felváltotta a IAAF Diamond League |

## Versenyek
A 2007-es sorozat menetrendje:
| időpont        | verseny               | stadion                | város       | ország        |
| -------------- | --------------------- | ---------------------- | ----------- | ------------- |
| június 15.     | Bislett Games         | Bislett stadion        | Oslo        | Norvégia      |
| július 6.      | Meeting Gaz de France | Stade de France        | Saint-Denis | Franciaország |
| július 13.     | Golden Gala           | Olimpiai Stadion       | Róma        | Olaszország   |
| szeptember 7.  | Weltklasse Zürich     | Letzigrund             | Zürich      | Svájc         |
| szeptember 14. | Memorial van Damme    | Baldvin király Stadion | Brüsszel    | Belgium       |
| szeptember 16. | ISTAF                 | Olympiastadion         | Berlin      | Németország   |

1998-tól 2003-ig egy hetedik versenyt, a Herculis-t is megrendezték, ez Monacóban volt.

## Külső hivatkozások
- IAAF Golden League 2007 hivatalos oldal
- Bislett Games hivatalos oldal
- Meeting Gaz de France Ohivatalos oldal
- Golden Gala hivatalos oldal
- Weltklasse Zürich hivatalos oldal Archiválva 2007. december 25-i dátummal a Wayback Machine-ben
- Memorial van Damme hivatalos oldal Archiválva 2007. június 23-i dátummal a Wayback Machine-ben
- ISTAF hivatalos oldal